# 迺丹
迺丹（?—?），达里伯氏，蒙古帝国将领。
迺丹的部落在和林之外千余里，世代领有都刺合之地。迺丹听说铁木真起兵，率其部众前来归附。1206年，大蒙古国建立后，成吉思汗铁木真命迺丹隶属于国王木华黎部下，迺丹跟随木华黎收云中、九原，攻取辽西，有功。后来去世。其子二人：忻都、合刺。

## 延伸阅读
[在维基数据编辑]
 《新元史/卷130》，出自柯劭忞《新元史》